# The Straw Man
The Straw Man è un cortometraggio del 1915 diretto da Chester M. Franklin e da Sidney Franklin (con il nome Sidney A. Franklin).  I due registi erano fratelli e girarono insieme i loro primi film. Avevano esordito nella regia in maggio, con il corto The Baby.
È uno degli ultimi film di Augustus Carney, un attore inglese che lavorò a lungo alla Essanay e girò, fino al 1916 (l'anno del suo ritiro), 131 pellicole.

## Produzione
Il film fu prodotto dalla Majestic Motion Picture Company.

## Distribuzione
Distribuito dalla Mutual Film, il film - un cortometraggio in una bobina - uscì nelle sale statunitensi il 27 luglio 1915.